# Витал Воранау
Витал Воранау (роден на 18 март 1983 г.) е драматург, преводач, писател, академик и поет от беларуско-полски произход. Той е съосновател на Беларуския културен и научен център в Познан и на издателството „Бели Кръмкач“. Роден е в Минск, БССР, а сега живее в Полша. Завършва докторат в Университета Масарик в Чехия и преподава ирландска литература и история на Беларус в Югозападен колеж в САЩ.
Воранау превежда пиесата на Самюел Бекет „В очакване на Годо“, както и „Мечо Пух“ на беларуски език.
През 2013 г. той издава сборник с проза „Zeszytów Poetyckich“ (Поетични тетрадки), редактиран от Дейвид Юнг с графика на Владимир Блудник. 
През 2015 г. Воранау публикува романа си „Септември“.